# Xian de Puding
Le xian de Puding (普定县 ; pinyin : Pǔdìng Xiàn) est un district administratif de la province du Guizhou en Chine. Il est placé sous la juridiction de la ville-préfecture d'Anshun.

## Démographie
La population du district était de 393 182 habitants en 1999.